# Badisches Judenedikt von 1809

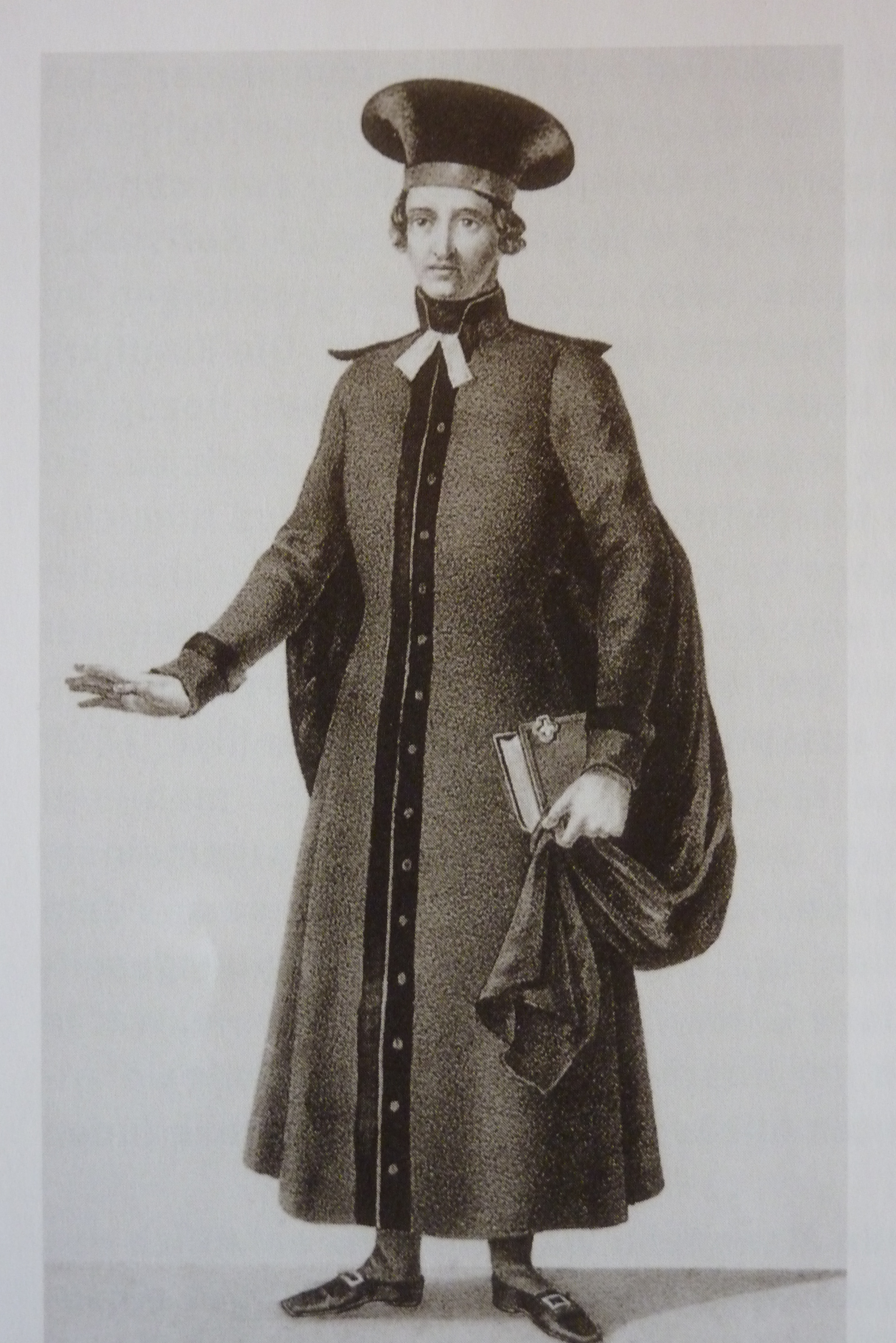
Amtstracht der Rabbiner in Baden, um 1843

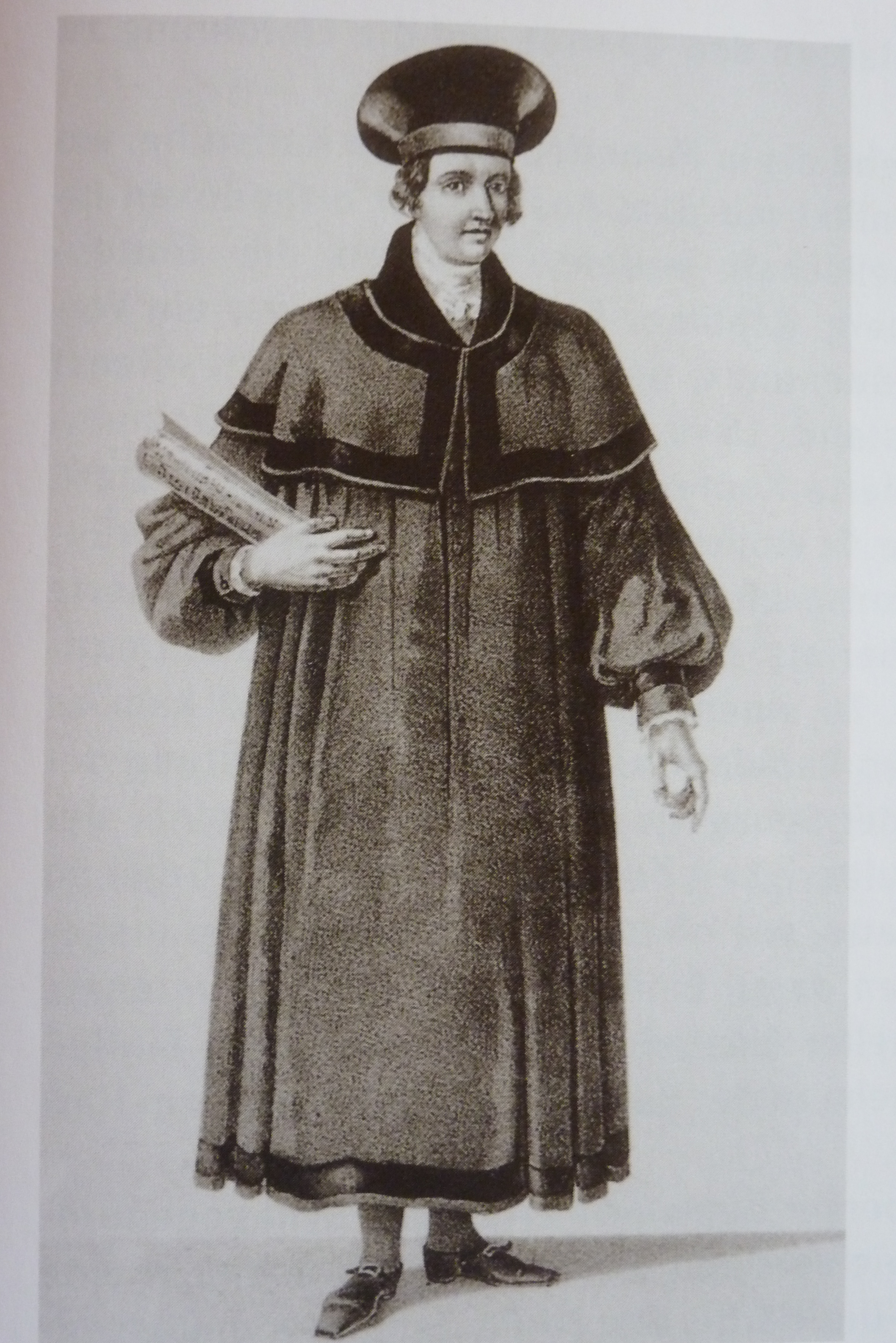
Amtstracht der Vorbeter in Baden, um 1843

Das „Badische Judenedikt“ amtlich das 9. Konstitutionsedikt ist ein Edikt des Großherzogs von Baden vom 13. Januar 1809, das am 1. Juli 1809 in Kraft trat: Die landesherrliche Verordnung führte die Bestimmungen des 1. und 6. Konstitutionsedikts näher aus und regelte hauptsächlich die kirchenrechtlichen Verhältnisse der badischen Juden im Großherzogtum Baden.
Die Verordnungen stehen im Zusammenhang der Neuordnung des erweiterten badischen Staats als Mitglied des Rheinbunds; sie sind ebenfalls Ausdruck der die Modernisierungstendenzen in Baden stärkenden französischen Rechtsprinzipien wie der Trennung von Kirche und Staat, der nun innerhalb staatlicher Grenzen ermöglichten jüdischen Selbstverwaltung und einer im Vergleich zu früheren Verfassungen verstärkten religiösen Toleranz.
Trotz aller modern anmutenden Charakteristika handelt es sich um ein für die deutschen Länder in dieser Zeit typisches „Erziehungsgesetz“, machte es doch die schrittweise Gewährung weitergehender Rechte vom Nachweis der Assimilation der Juden an die nichtjüdische Gesellschaft abhängig. Trotz dieser Zielsetzung stieß das Gesetz auf großen Widerstand.

## Voraussetzungen: Konstitutionsedikte (1807–1809)
Das Juden-Edikt setzt die Konstitutionsedikte der vorausgegangenen Jahre voraus:
1. Die kirchliche Staatsverfassung des Großherzogtums Baden betreffend (14. Mai 1807)
2. Die Verfassung der Gemeinheiten, Körperschaften und Staatsanstalten betreffend (14. Juli 1807)
3. Die Standesherrlichkeitsverfassung des Großherzogtums Baden betreffend (22. Juli 1807)
4. Die Grundherrlichkeitsverfassung des Großherzogtums Baden betreffend (22. Juli 1807)
5. 5. Die Lehensverfassung des Großherzogtums Baden betreffend (22. Juli 1807)
6. Die Grundverfassung der verschiedenen Stände des Großherzogtums Baden betreffend
7. Die dienerschaftliche Verfassung des Großherzogtums Baden betreffend (25. April 1809)

Das 1. Konstitutionsedikt (§ 1) vom 14. Mai 1807 verbesserte den staatsrechtlichen Status der Juden, indem es sie – ohne direkte Erwähnung – als neu aufgenommene Staatsbürger auf die gleiche Untertätigkeit festlegte wie alle bisherigen: Jeder Mensch wes Glaubens er sei, kann Staatsbürgerrechte genießen, so lange er keine Grundsätze bekennt oder übt, die der Unterwürfigkeit unter den Regenten, der Verträglichkeit mit anderen Staatsbürgern, der öffentlichen Erziehung und den guten Sitten Abbruch tun.
§ 7 regelte die Stellung der jüdischen Religionsgemeinschaft als "geduldete Religion", deren Rechte anders als bei den christlichen Konfessionen nach Gutdünken des Herzogs festgelegt werden konnten.
Mit dem 6. Konstitutionsedikt vom 4. Juni 1808 (§ 19) wurden die Juden auf Antrag „Inländer“ und badische Staatsbürger, was sie vom Makel eines „Landesfremden“ befreite. Sie blieben jedoch als "erbfreie Staatsbürger" auf Gemeindeebene weiterhin „Schutz-“ und wurden nicht Gemeindebürger. Der Anfang des Weges zur rechtlichen Gleichstellung der Juden in Baden war nun allerdings beschritten.
Haupturheber der Konstitutionsedikte war der Geheime Rat Johann Nicolaus Friedrich Brauer, der sich beim Judenedikt auf das Gutachten des Hofrats Philipp Heinrich Holzmann von 1801 stützte: Der titellose Erlass regelte die Selbstverwaltung der jüdischen Gemeinden und die Arbeitsweise des Oberrats der Israeliten Badens. Das Judentum wurde damit im zweiten Staat nach Westfalen im Deutschen Bund und wie in Frankreich als den christlichen Konfessionen gleichgestellte Religionsgemeinschaft anerkannt. Die staatsbürgerliche Gleichstellung fehlte jedoch noch weitgehend.
Durch Gebietsvergrößerungen wuchs die Zahl der badischen Juden von 2.265 im Jahr 1802 bis 1808 auf rund 14.200, auch dies machte eine Vereinheitlichung der bisherigen Regelungen nötig.

## Inhalt des Ediktes von 1809
Im Großherzogtum Baden stellte das Konstitutionsedikt vom 13. Januar 1809 die Juden staatsbürgerlich gleich, beseitigte aber auch die bisherige traditionelle jüdische (autonome) Kehillah (Gemeindeverfassung) und schuf mit der Verfassung der Religionsgemeinschaft Einheitsgemeinden; gleichzeitig erhielt die Religionsgemeinschaft den Status einer öffentlich-rechtlichen Korporation. Anders als in anderen Regionen Deutschlands blieben die Gemeinden (Gemeindesynagogen, Bezirkssynagogen) nicht autonom, sondern wurden dem Oberrat unterstellt; bis heute bleiben sie als Untergliederungen der Israelitischen Religionsgemeinschaft Baden verfasst. Die staatliche Schulpflicht betraf nun auch die jüdischen Kinder, ebenso wurde die Wehrpflicht eingeführt, im Unterschied zu den traditionellen Familiennamen wurden erbliche Familiennamen vorgeschrieben.
Neben der Gleichstellung als Religionsgemeinschaft mit den christlichen Konfessionen und der Bildung von jüdischen Gemeinden legt das Edikt folgende Regeln im Einzelnen fest:
- Schulpflicht: Teilnahme an allgemeinen Schulen, zunächst an den bestehenden, später an zu gründenden jüdischen Einrichtungen

- Religionsunterricht: "hinlänglicher und zweckmäßiger" Religionsunterricht

- Öffentlichkeit: öffentliche, vorher angezeigte kirchliche Veranstaltungen

- Fürbitten für den Regenten im Gebetsteil des Gottesdienstes

- Das Mindestalter für Gemeindeämter und Bürgerrecht und Niederlassung ist 21

- Ausübung eines bürgerlichen Berufs als Voraussetzung des Bürgerrechts ist, der Jude „… habe den zu einem auch für Christen bestehenden Nahrungszweig sich befähiget. Von der Handelschaft gehöret dazu der Kaufmannshandel, der mit ordentlicher Buchführung, oder durch Fabrikenbetreibung, oder in offenen Läden mit einem zur Ernährung hinlänglichen Vorrate in Metall, Leder, Ellenwaren, Spezerei, Wechselgeschäften und dergleichen betrieben wird, soweit sie sich wie die Christen ordnungsgemäß dazu befähigen. (…) Hingegen wird dahin derjenige Nothandel nicht gerechnet, womit sich seither vorzüglich die jüdische Nation aus Mangel der Gelegenheit zu einem freiern Gewerbsfleiße häufig abgegeben hat, womit sie nur ein unhinlängliches Auskommen gewöhnlich sich erwerben konnte, das nachmals sie zu unerlaubter Gewinnvermehrung geneigt machen musste. (…) Zu diesem Nothandel (auf welchem, er werde von Christen oder Juden betrieben, der Verdacht des Wuchers ruhen bleibet, und desfalls gesetzliche Fürsorge stattfindet) rechnen Wir die Mäklerei, da jemand nur für die Ausmittlung und Unterhandlung der Ein- und Verkaufsgelegenheiten den Zwischenträger macht; wo sie nicht in einer Handelsstadt zum Vorteil des Handels obrigkeitlich aufgestellt ist; (…)“

- Heiratserlaubnis für jeden Bürger

- Pflicht zur Annahme eines erblichen Familiennamens

- Bedingungen für Ortsrabbiner für jede Synagoge: Sie müssen "gehörig studiert haben, ordnungsgemäß geprüft, von der Behörde ernannt, und von der Provinzregierung bestätigt sein…, und einem Ortsältesten, der aus den gebildetsten jüdischen Bürgern ernannt und von den Beamten unter welchen die Synagoge liegt, bestätigt sein". Dies ist für Religionsunterricht und Kirchenzucht wichtig, sowie "für die Unterstützung des Vollzugs der von der Obrigkeit ergehenden Befehle, welche die Judengemeinde betreffen, und für den Vollzug der von den kirchlichen Beamten der Provinzsynagoge erhaltenen gesetzmäßigen Aufträge".

- Alle Provinzsynagogen mit allen ihnen anhängigen Ortssynagogen "stehen unter einem in dem Sitz der Staatsregierung aufzustellenden jüdischen Oberrat. (…)"

## Weitere Entwicklung

### Verfassung von 1818
Nach dem Ende des Rheinbunds und mit der Restauration des Wiener Kongresses machte die Verfassung von 1818 viele der Errungenschaften von 1809 wieder rückgängig. Sie machte wieder erhebliche Einschränkungen für die Einstellung in den Staatsdienst und für das passive Wahlrecht und hob auch die Gleichstellung mit den christlichen Konfessionen wieder auf:
§ 9. Alle Staatsbürger von den drey christlichen Confessionen haben zu allen Civil- und Militärstellen und Kirchenämtern gleiche Ansprüche.
§ 19. Die politischen Rechte (der drey christlichen Religionstheile) sind gleich.
§ 37. Zum Abgeordneten kann ernannt werden, ohne Rücksicht auf Wohnort, jeder durch den § 35 nicht ausgeschlossene Staatsbürger, der 1. einer der drey christlichen Confessionen angehört, (…)

### Entwicklung bis zum Reformlandtag von 1831
Schon vor der Errichtung der Verfassung von 1818 war 1815 mit dem Schutzbürgertum auch das Schutzgeld abgeschafft worden, 1825 folgte dann mit der Niederlassungsfreiheit die Beseitigung des Satzgeldes, 1828 die Aufhebung aller bisherigen Sonderabgaben der Juden. Für den Verlust der Abgaben an Standes- und Grundherren erhielten diese jedoch einen Anspruch auf Entschädigung. Die bisherigen Abgaben der Juden an die Gemeinden wurden nicht zurückbezahlt, diese mussten aber ab 1828 alle Gemeindeabgaben leisten.
Eine Reform des Kultus schloss 1825 den Prozess der erwünschten Verkirchlichung ab. Der Rabbiner erhielt einen Aufgabenbereich analog den christlichen Gemeindevorständen. Eine Predigt in deutscher Sprache wurde vorgeschrieben.
Das Schulwesen wurde reformiert, sodass bis 1835 alle größeren Gemeinden eine Schule besaßen. Die Lehrer wurden im evangelischen Lehrerseminar in Karlsruhe ausgebildet. Die Schulaufsicht wurde 1820 der katholischen oder evangelischen Kirche unterstellt, während der 1809 gewählte israelitische Oberrat von der Schulaufsicht ausgeschaltet wurde.
Ein immer bedeutenderer Teil der Juden nahm bürgerliche Gewerbe an, vor allem in den größeren Städten, während dafür auf dem Land meist die Voraussetzungen fehlten.

### Reformlandtag 1831
Einen empfindlichen Rückschlag bedeutete der in anderer Hinsicht fortschrittliche Reformlandtag von 1831, denn dieser verlangte aufgrund der Denkschrift von H.E.G. Paulus gegen den Widerspruch des Abgeordneten Jakob Wilhelm Speyerer, dem sich als einziger der Abgeordnete Albert Ludwig Grimm aus Weinheim anschloss, eine radikale und daher absehbar für die Betroffenen nicht hinzunehmende religiöse Reform des jüdischen Kultus als Voraussetzung jedes weiteren gesetzlichen Zugeständnisses, im Besonderen
- die Verlegung des Sabbaths,
- den Verzicht auf das Hebräische,
- die Aufhebung der Speisegesetze und der Beschneidung als "Zeichen der Nationalabsonderung" sowie
- eine „Reinigung“ oder Verurteilung des Talmud.[7]

Diese Forderungen blieben trotz des Protestes des jüdischen Oberrats bis 1846 bestehen, wurden aber von der Regierung nicht umgesetzt. Der Reformlandtag nahm außerdem die Juden von der Aufhebung der Schutzbürgerschaft wieder aus. Juden blieben damit vom Gemeindeleben, vom Gemeinderat und der Verwaltung ausgeschlossen. Auch das Recht der freien Wohnsitzwahl wurde auf die 11 % der badischen Orte mit jüdischer Bevölkerung beschränkt.

### Formale Gleichstellung in der Gemeindepolitik bis 1862
Trotz vieler Einzelerfolge wurden vor allem die Landjuden, die sich teilweise dem Assimilationsdruck widersetzten, weiter angefeindet. Die juristische Emanzipation hinsichtlich politischer Teilhaberechte gelang nach langer Diskussion erst 1849, die fast völlige Gleichstellung als Gemeindebürger mit 10-jähriger Anpassungsfrist hinsichtlich der "Bürgergenussrechte" (Allmenderechte, Armenfürsorgerecht) landesweit erst 1862, ein Jahr nach Hamburg.